# Coffs Harbour
Coffs Harbour è una città costiera dell'Australia sud-orientale, nella zona settentrionale del Nuovo Galles del Sud.
Capoluogo della local government area di City of Coffs Harbour, è un noto centro turistico e surfistico. Sorge sulla Pacific Highway tra Sydney, distante 540 km in direzione sud, e Brisbane, posta a 440 km più a nord.
Deve il suo nome al capitano John Korff, che vi trovò rifugio da un tornado nel 1847. È l'unico punto in cui la Grande Catena Divisoria tocca l'Oceano Pacifico.
In città si trova l'Yarrila Arts and Museum che ospita una collezione permanente intitolata "Yaamanga Around here".
La città è famosa anche per aver ospitato, l'11 aprile 2001, l'incontro di calcio tra l'Australia e le Samoa Americane; terminato con il risultato di 31-0, record assoluto in competizioni tra nazionali.

## Galleria d'immagini

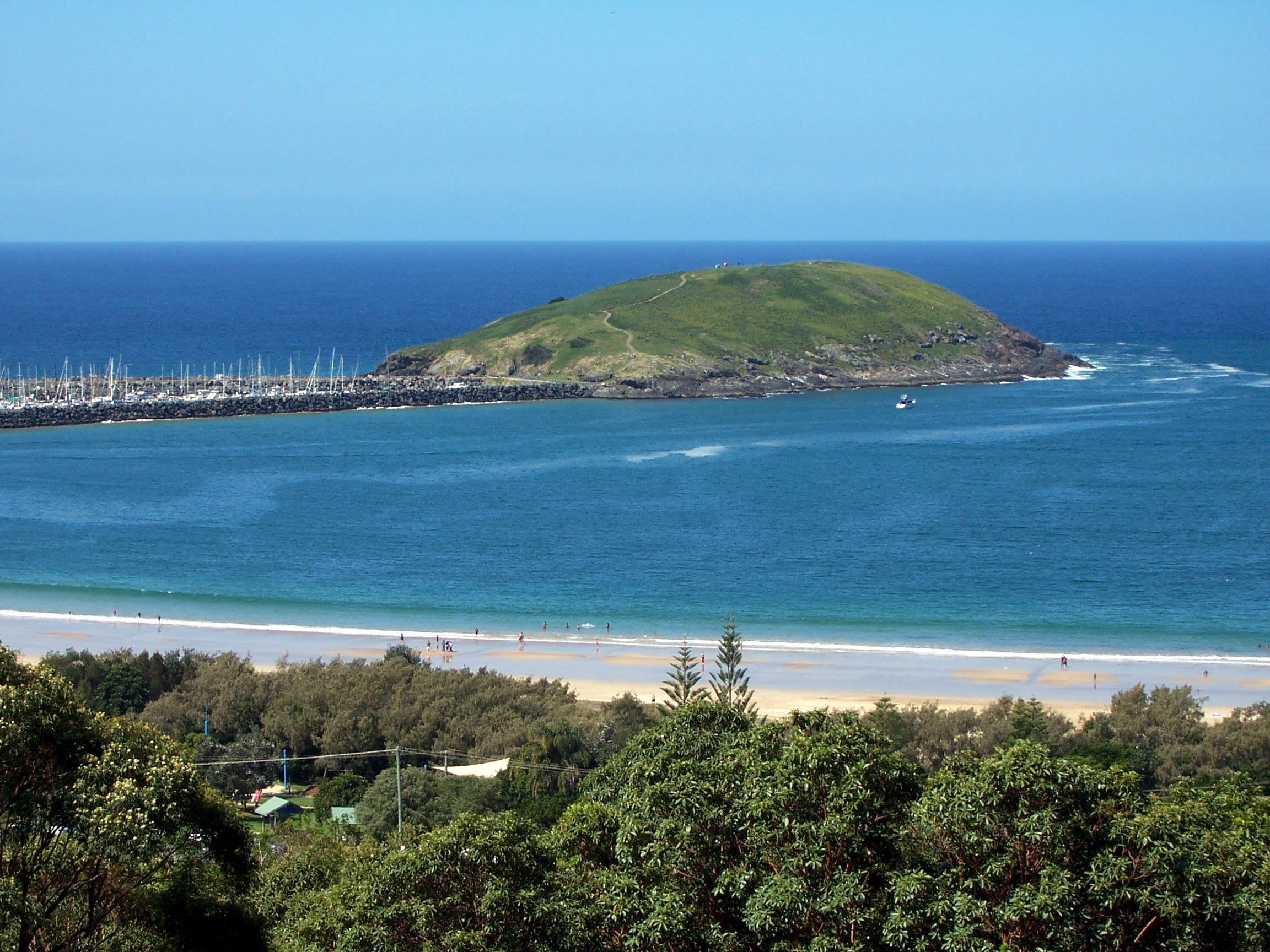
L'isola di Muttonbird, che sorge nei pressi della città
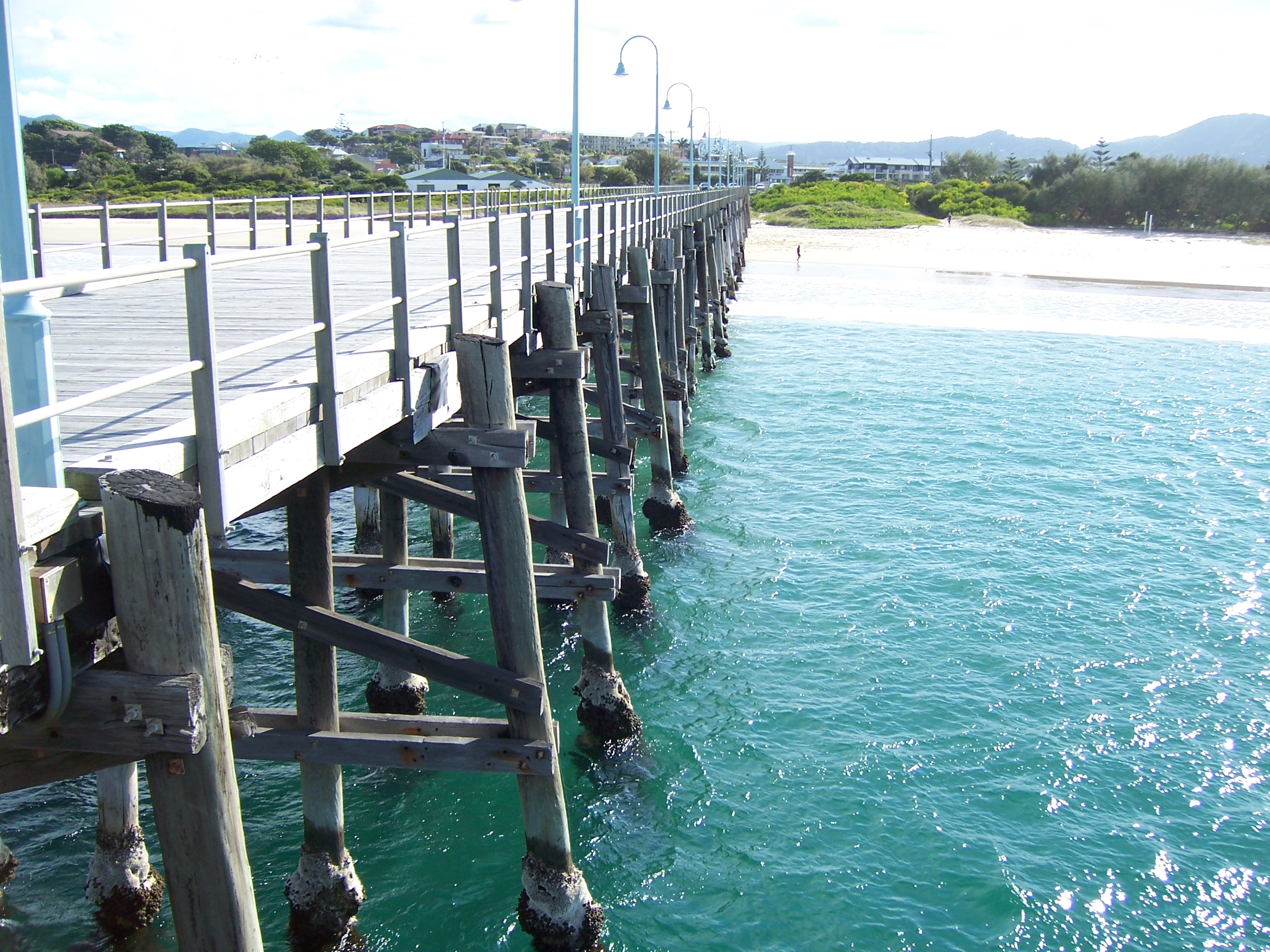
Il vecchio pontile